# Малецкий, Александр
Сариуш Александр Антони Влодзимеж Малецкий (пол. Saryusz Aleksander Antoni Włodzimierz Małecki; 4 сентября 1901, Зарубинцы, Тернопольская область — сентябрь 1939, Венгрия) — польский спортсмен, олимпийский чемпион по фехтованию на Летних Олимпийских играх 1928 года в Амстердаме. Бронзовый призёр в командном выступлении. Художник.

## Биография
Учился в частной гимназии им. Мицкевича во Львове.
Участник битвы за Львов. Один из Львовских орлят. В 17-летнем возрасте прервал учёбу, чтобы участвовать с 5 ноября по 10 декабря 1918 года в боях за Львов в ходе польско-украинской войны.
Позже переехал Краков, где добровольцем вступил в полк уланов, сдал экзамены на аттестат зрелости в 1920. Поступил на факультет живописи Краковской Академии изобразительных искусств, которую окончил в 1927 году.
В 1928 прошел обучение в Школе резерва подхорунжих кавалерии. В 1936 получил чин поручика запаса.
С 1922 занимался в студенческой секции фехтования. Дважды становился чемпионом Польши (1924 и 1928) и вице-чемпионом (1925 и 1926) в фехтовании на шпаге. В чемпионате Польши в фехтовании на сабле, в 1925 занял II место, трижды — IV место (1924, 1926,1927).
Участник Летних Олимпийских игр 1928 года в Амстердаме, где в команде с Т. Фридрихом, К. Ласковским, А. Папеем, В. Сегдой и Забельским выиграл бронзовую медаль для Польши. Это была первая олимпийская медаль в истории фехтования Польши.
Тогда же закончил спортивную карьеру.
Участник второй мировой войны. В сентябре 1939 был призван из резерва в польскую армию и сражался с частями вермахта.
Дальнейшая судьба А. Малецкого неизвестна. Допускают, что после поражения в сентябрьской кампании 1939, пытался скрыться и перейти границу с Венгрией, но был убит.